# Prutting
Prutting è un comune tedesco di 2 450 abitanti, situato nel land della Baviera.